# Chemo-attractant
Een chemo-attractant is een chemische stof die cellen of organismen aantrekt. Bij een groot organisme, zoals een insect, gebeurt dit vaak door middel van geur, bij cellen door middel van een concentratiegradiënt. Feromonen zijn bekende voorbeelden van chemo-attractanten. Chemo-attractanten worden soms gebruikt in bestrijdingsmiddelen tegen insecten.